# Philistina sakaii
Philistina sakaii är en skalbaggsart som beskrevs av Alexis och Delpont 2001. Philistina sakaii ingår i släktet Philistina och familjen Cetoniidae. Inga underarter finns listade i Catalogue of Life.